# Burłaczenie

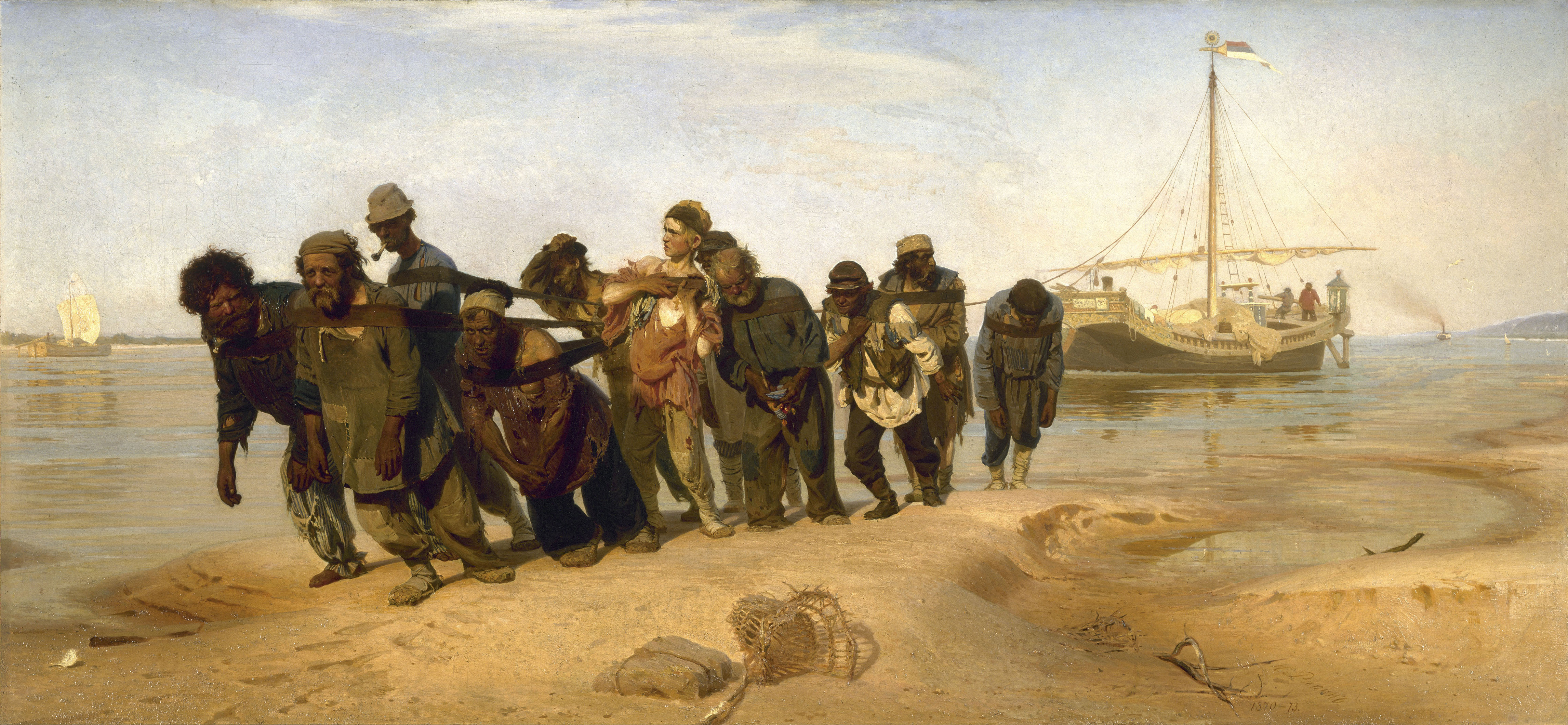
Obraz Ilji Riepina Burłacy na Wołdze

Burłaczenie (od rosyjskiego słowa burłak) – holowanie jednostki nawodnej (np. jachtu) na linie. Osoba lub osoby ciągnące jednostkę poruszają się po brzegu lub wzmocnionej ścieżce (np. betonowej). Dawniej popularna metoda przemieszczania kanałami (czasami też rzekami) jednostek pozbawionych silnika. Metoda do niedawna pospolicie stosowana w żeglarstwie jachtowym (czasem też przez kajakarzy) przy pokonywaniu kanałów, czemu sprzyjały (i sprzyjają) znajdujące się na wielu kanałach wzmacniane betonowe nabrzeża (np. na Kanale Sztynorckim, Szymońskim i Giżyckim). Dziś metoda rzadko stosowana ze względu na spopularyzowanie silników spalinowych.